# Języki sko
Języki sko, także języki skou – papuaska rodzina językowa, używana wzdłuż północnego wybrzeża Papui-Nowej Gwinei. Wyróżnia się tu 16 języków. Posługuje się nimi ok. 7 tys. osób. Języki cechuje tonalność (w przeciwieństwie do pozostałych z grupy papuaskich), nietypowy zasób spółgłosek czy też duża liczba samogłosek.
Język sko (tumawo) używany jest w prowincji Papua w indonezyjskiej części Nowej Gwinei.

## Klasyfikacja[3]
Wyróżnia się dwie gałęzie w obrębie tej rodziny językowej:
- Gałąź vanimo
  - Kompleks językowy sko – vanimo (języki sko zachodnie)
    - język sko (tumawo)
    - Grupa wschodnia
      - język leitre
      - Podgrupa zachodniego wybrzeża
        - Języki vanimo
          - język vanimo (sko wschodni, dumo)
          - język dusur

        - Języki pogranicza
          - język sangke (nyao)
          - język wutung
- Gałąź krisa
  - Kompleks języków rzeki Piore
    - język warapu (barupu)
      - język poo

    - język sumo
    - język ramo

  - Kompleks języków wzgórz Serra
    - język puari (puare)
    - Języki wzgórz Rawo-Serra Główna
      - język rawo
      - Języki wzgórza Serra Główna
        - język sumararu
        - język womo
        - język mori
        - język nouri (nori)

  - język i'saka (krisa)